# Vratsa (region)
Vratsa är en region (oblast) med 165 645 invånare (2017) belägen i norra Bulgarien. Den administrativa huvudorten är Vratsa. 

## Administrativ indelning
Distriktet är indelat i tio kommuner: Borovan, Bjala Slatina, Chajredin, Kozloduj, Krivodol, Mezdra, Mizija, Orjachovo, Roman och Vratsa.